# Monobromure d'iode
Le monobromure d'iode est un interhalogène de formule chimique IBr. Il se présente sous la forme d'un solide gris sombre à forte odeur piquante. Il fond à une température légèrement supérieure à la température ambiante et est soluble dans l'eau, où il se décompose, ainsi que dans l'éthanol, l'éther éthylique et le disulfure de carbone, notamment. Il est utilisé dans certaines formes d'iodométrie. Il peut être obtenu en faisant réagir directement l'iode I2 et le brome Br2 :
I2 + Br2 → 2 IBr.
À cet effet, les deux halogènes sont mis à chauffer ensemble dans un gaz d'assistance (en) pendant une durée suffisamment longue.